# NGC 6085
NGC 6085 is een spiraalvormig sterrenstelsel in het sterrenbeeld Noorderkroon. Het hemelobject werd op 2 juli 1864 ontdekt door de Duitse astronoom Albert Marth.

## Synoniemen
- UGC 10269
- MCG 5-38-34
- ZWG 167.44
- NPM1G +29.0373
- PGC 57486